# Mastigodiaptomus texensis
Mastigodiaptomus texensis är en kräftdjursart som först beskrevs av M. S. Wilson 1953.  Mastigodiaptomus texensis ingår i släktet Mastigodiaptomus och familjen Diaptomidae. Inga underarter finns listade i Catalogue of Life.